# Gex: Enter the Gecko
Gex: Enter the Gecko är ett spel som släpptes 1998 till PlayStation, Nintendo 64, Microsoft Windows och Game Boy Color.